# Francisco Javier Cruz
Francisco Javier Cruz Jiménez (Cedral, San Luis Potosí, 1966. május 24. – ) mexikói válogatott labdarúgó. 

## Pályafutása

### Klubcsapatban
Pályafutását 1983-ban kezdte a Monterrey csapatában, ahol öt évig játszott és egy alkalommal nyerte meg a mexikói bajnokságot. 1988-ban Spanyolországba szerződött a Logroñés együtteséhez, de egy szezont követően visszatért Monterrey-hez, ahol újabb három évet töltött. 1992 és 1995 között a Tigres játékosa volt. 1995 és 1996 között az Atlantéban, 1996 és 1997 között ismét a Tigresben szerepelt. 1997 és 1998 között a bolgár CSZKA Szofija labdarúgója volt. 1999-ben a Monterrey csapatában fejezte be a pályafutását. 

### A válogatottban
1986 és 1993 között 18 alkalommal szerepelt az mexikói válogatottban és 2 gólt szerzett. Részt vett az 1986-os világbajnokságon.

## Sikerei, díjai
Monterrey
- Mexikói bajnok (1): 1985–86

Egyéni
- A Mexikói bajnokság gólkirálya (1): 1985–86 (14 gól)